# Congosaurus
Congosaurus — вимерлий рід дирозавридів мезоевкрокодилових. Скам'янілості були знайдені в Ландані, в Анголі, і датуються епохою палеоцену. У 1952 і 1964 роках конгозавр було запропоновано вважати синонімом дирозавра. Пізніше цей рід вважався синонімом Hyposaurus у 1976 і 1980 роках. З тих пір було доведено окремий рід дирозаврів, окремий від Dyrosaurus і Hyposaurus.
У 2007 році був створений новий вид Congosaurus, який раніше був віднесений до Rhabdognathus, і названий C. compressus, розширюючи географічний ареал роду до сучасної Сахари. Латеромедіально стиснуті зуби показують його близьке відношення до C. bequaerti.